# Цецорская битва (1595)
Цецорская битва — сражение, состоявшееся 19-20 октября 1595 года во время экспедиции гетмана Замойского в Молдавию.
Летом 1595 года коронная армия (около 5000 кавалерии, 2300 пехоты и несколько пушек) под руководством великого коронного гетмана Яна Замойского вошла в Молдавию и 27 августа заняла Хотин. После завоевания столицы хозяйства Ясс 3 сентября гетман посадил на молдавском троне Ярему Могилу.
Вступление польской армии в Молдавии вызвал скорую реакцию Турции. Пока султан был занят борьбой с Михаилом Храбрым, в Молдавии вошло сильное татарское войско (около 25 000) во главе с крымским ханом Гази-Гиреем II. По получению известия о приближении татар от Кишинева до Ясс Замойский перешел на левобережье Прута в целях защиты переправы через реку. Польская армия 6 октября построила укрепленный обоз. Тыл и оба фланга защищала река Прут, впереди построили вал с 13 бастионами и 4 воротами. Вечером 18 октября поступила ханская армия и начались схватки.
На следующий день, 19 октября начался бой. Хан имел немного пехоты, потому не имел шансов на взятие польских укреплений. Польская пехота и кавалерия нанесли тяжелые потери осаде в контратаках через лагерные ворота. Поскольку 20 октября бои продолжались так же, Гази-Гирей II пришел к выводу, что его войско не в состоянии победить коронное войско и согласился начать переговоры.
21 октября был подписан мир, по которому татары признали власть Яремы Могилы и согласились с присутствием коронного войска в Молдавии. На следующий день татары отступили.